# Bactrocera furvilineata
Bactrocera furvilineata
 es una especie de díptero que Drew describió por primera vez en 1989. Bactrocera furvilineata pertenece al género Bactrocera de la familia Tephritidae. 